# Teatro Nazionale Ivan Franko
Il Teatro Nazionale Ivan Franko, o Teatro Nazionale di Dramma Accademico Ivan Franko (in ucraino Національний академічний драматичний театр імені Івана Франка?, Nacional'nyj akademičnyj dramatyčnyj teatr imeni Ivana Franka), è il principale teatro di prosa della città di Kiev, in Ucraina e dal 1994 è stato dichiarato teatro nazionale.

## Storia

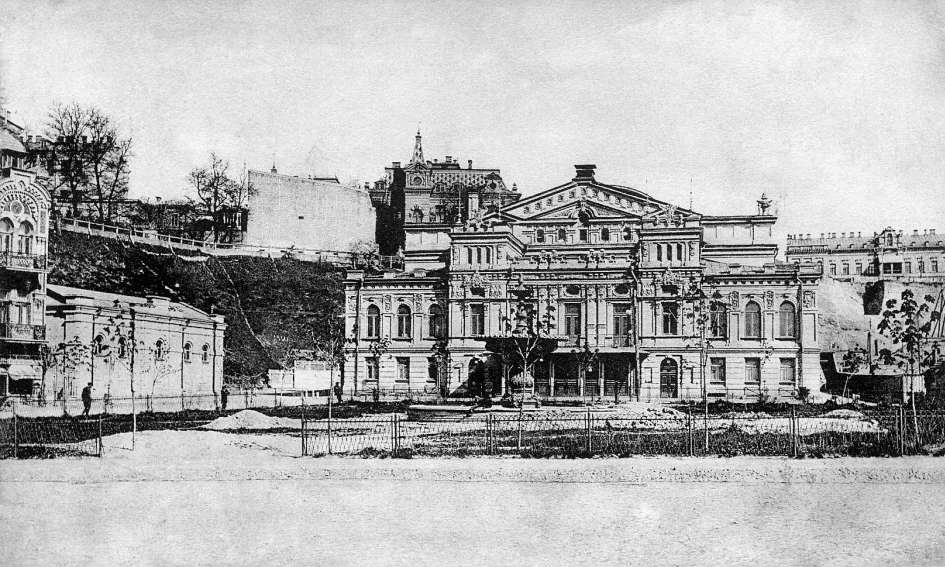
Immagine del teatro nel 1910

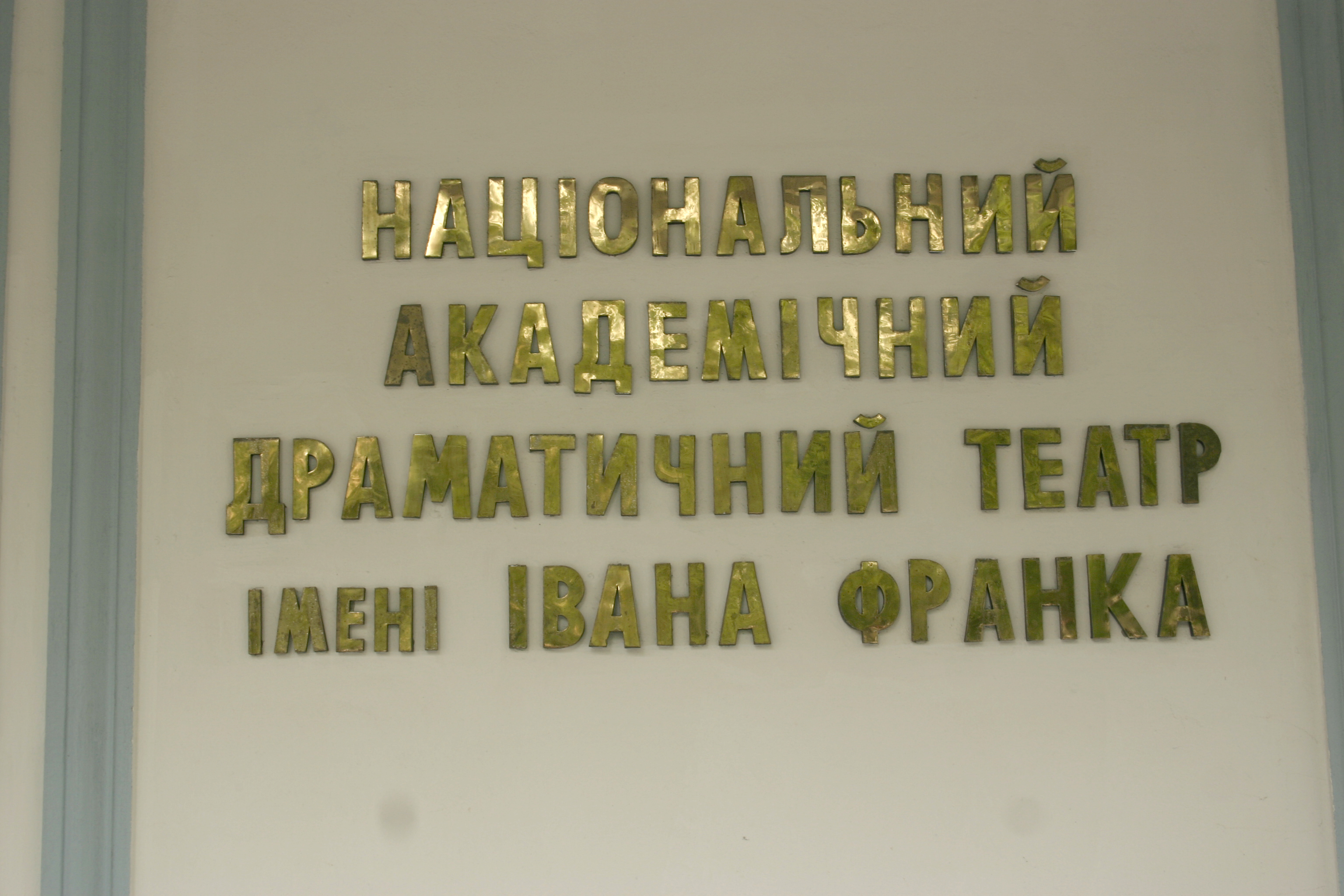
Targa del Teatro drammatico accademico nazionale

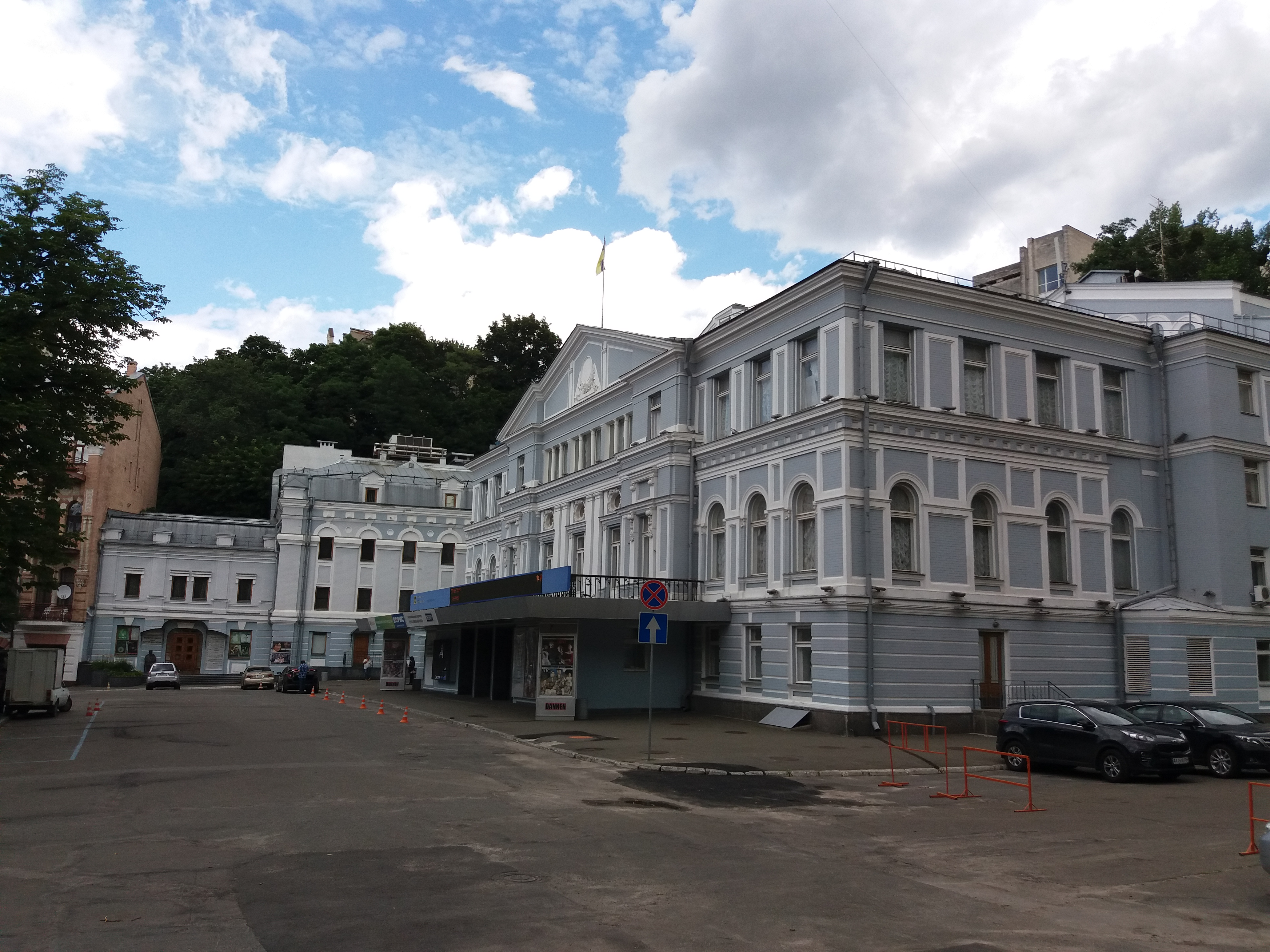
Esterno del teatro

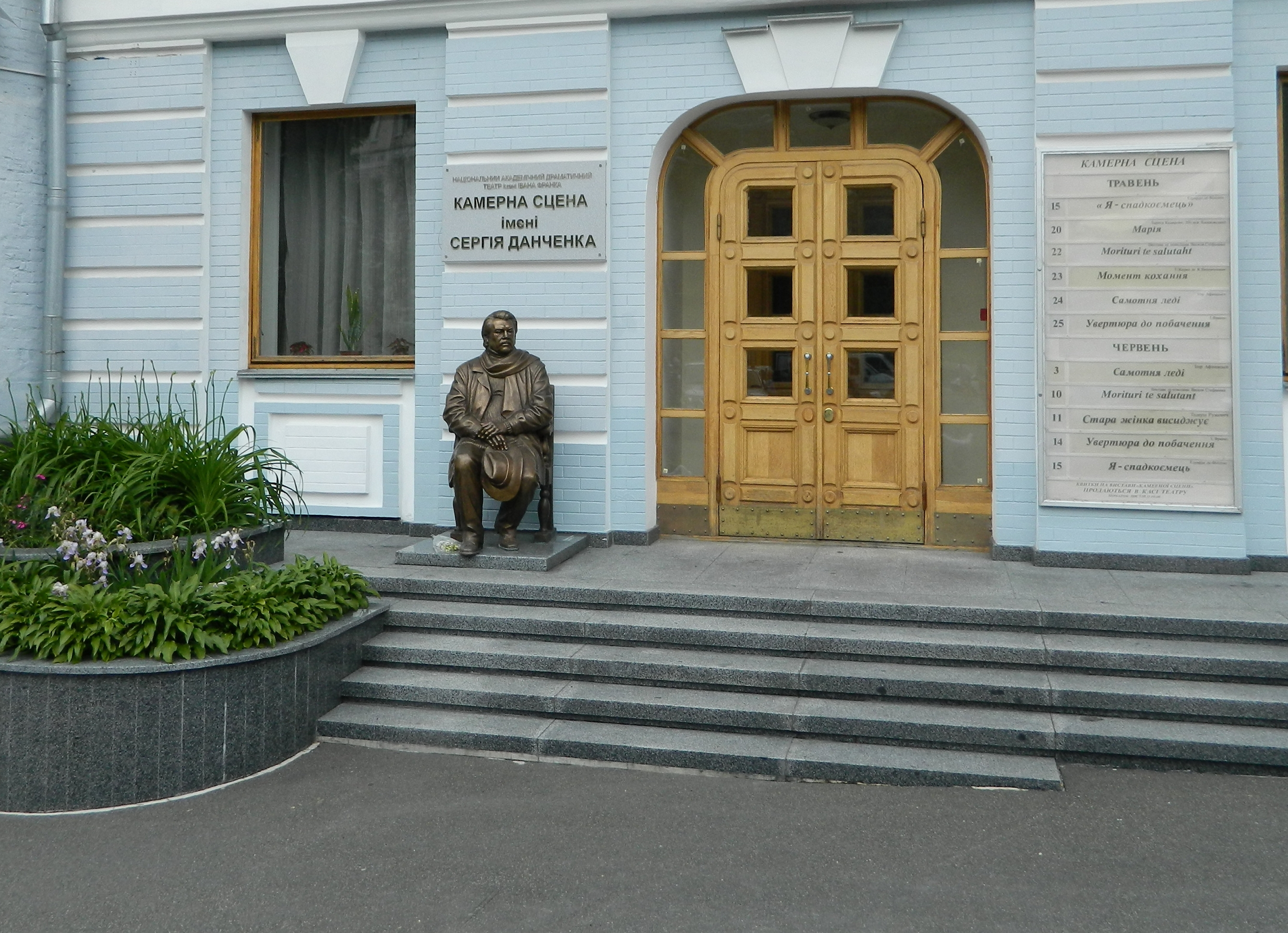
Ingresso al palcoscenico

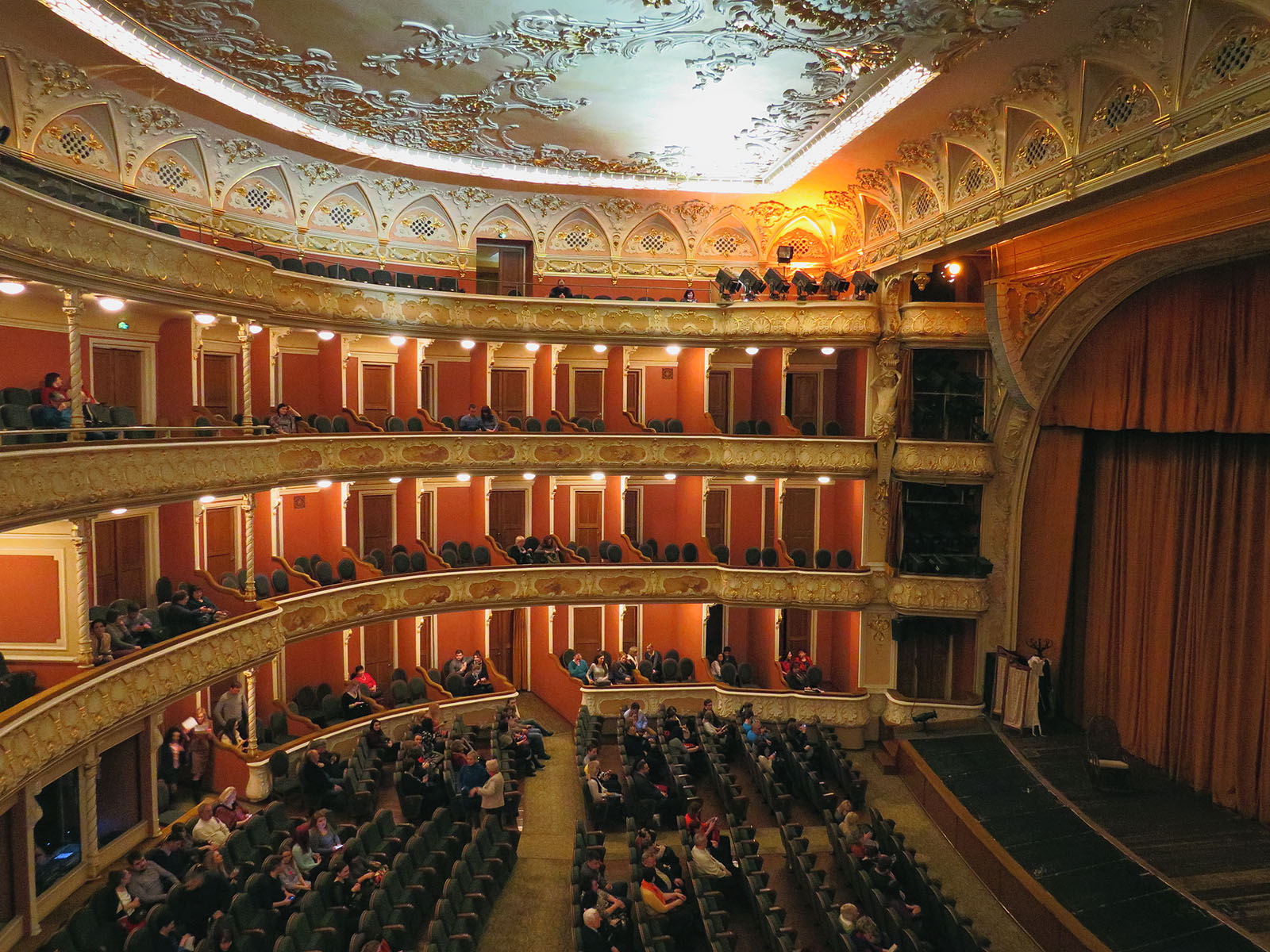
Interno della sala

Il teatro venne edificato tra il 1896 e il 1898 su progetto degli architetti Georg Schleifer e Eduard Bradtman. L'inaugurazione avvenne il 28 gennaio 1920 e il nome di Teatro Nazionale Ivan Franko, dedicato allo scrittore e critico letterario ucraino Ivan Franko, venne utilizzato a partire dal 1926. Nel 1940 ricevette il titolo onorifico di Teatro Accademico. In origine venne costruito su due piani ma l'edificio fu danneggiato pesantemente durante la seconda guerra mondiale quindi fu necessario un importante lavoro di ricostruzione e restauro nel 1946. La grande sala fu progettata in stile barocco e rococò dall'architetto Vladislav Vladislavovič Gorodeckij e tra il 1959 e il 1960 fu innalzato di un piano.

## Descrizione

### Esterni
La facciata è in stile neoclassico e si presenta col corpo centrale leggermente avanzato suddiviso in tre piani e sormontato dal grande frontone triangolare e dai tua corpi laterali simmetrici.

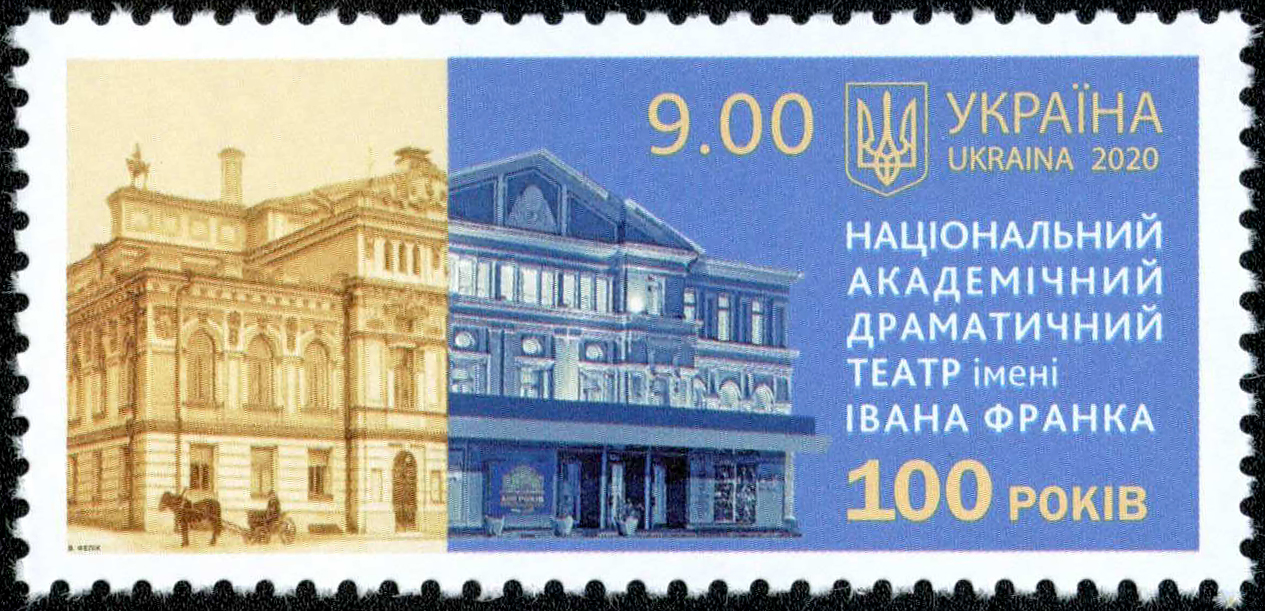
Francobollo con immagine del teatro

### Interni
La sala a ferro di cavallo ha la grande platea racchiusa da tre ordini di palchi più il loggione. Davanti al palcoscenico c'è la fossa per l'orchestra.

## Repertorio
Annualmente il repertorio del teatro Franko comprende circa 40 spettacoli e oltre alla compagnia di arte drammatica comprende una compagnia di balletto, un coro e un'orchestra. Nel complesso la sua compagnia teatrale è considerata tra le migliori in Ucraina.

## Riconoscimenti
L'immagine del teatro è riportata in un francobollo emesso nel 2020.